# Newcomb (Novo México)
Newcomb é uma Região censo-designada localizada no estado americano de Novo México, no Condado de San Juan.

## Demografia
Segundo o censo americano de 2000, a sua população era de 387 habitantes.

## Geografia
De acordo com o United States Census Bureau tem uma área de 15,4 km², dos quais 15,4 km² cobertos por terra e 0,0 km cobertos por água.

## Localidades na vizinhança
O diagrama seguinte representa as localidades num raio de 40 km ao redor de Newcomb.